# Isin

De ligging van Isin.

Isin was een stad in het zuiden van Mesopotamië, die tijdens de 20e eeuw v.Chr. een bloeitijd beleefde.
Uit de Sumerische periode zijn geen koningen van Isin bekend, de "Dynastie van Isin" heeft dan ook betrekking op Amoritische staten in het zuiden van Mesopotamië die onafhankelijk werden na het einde van de Derde dynastie van Ur (Ur III). De dynastie van Isin duurde tot ca. 1730 v.Chr..